# Beatrice Triangi
Beatrice Triangi, geborene Samek, von 1903 bis 1919 Beatrice Cita Albano Antonia Reichsgräfin Triangi, von und zu Latsch und Madernburg, Baronin von Maderno Riedhorst, Freifrau von Tyrol, Trientiner Edeldame, Kurzform Reichsgräfin Triangi (* 6. Mai 1868 in Brünn; † 28. April 1940 in Wien) war ein Wiener Stadtoriginal der Zwischenkriegszeit.

## Leben
Die Tochter des Seidenfabrikanten Jakob Samek und dessen Ehefrau Sophia scheint im Geburtenbuch der Brünner Synagoge als Antoinette Beatrice Samek auf. Sie heiratete in erster Ehe 1887 den  Fabrikanten Rindskopf. Nach der Trennung (1894) trat sie zum Katholizismus über und nannte sich Riedhorst. Eine weitere kurze Ehe verband sie 1897–1899 mit dem bulgarischen Kaufmann Iwan Dragulow. Dazu musste sie zur orthodoxen Kirche übertreten. 1903 wurde sie schließlich evangelisch A.B., um den Redakteur der „Österreichisch-ungarischen Betriebsbeamtenzeitung“ Albano Hugo Josef Reichsgraf Triangi heiraten zu können.
Erst nach dem Tod ihres Mannes (1926) trat „die Triangi“ öffentlich als Sängerin, Tänzerin, Flöten- und Mundharmonikaspielerin auf. In dieser Zeit stellte sie Christian Schad in dem Porträt „Triglion“ (1926) dar. Ihre Auftritte in Kabaretts, Kleinkunstbühnen und Vorstadtlokalen entbehrten nicht der unfreiwilligen Komik, doch soll sie nach Presseberichten auch durchaus beachtenswerte Leistungen geboten haben. Anfang 1940 war die Triangi etwa drei Wochen in Gestapo-Haft. Sie starb kurz darauf in der Heil- und Pflegeanstalt Am Steinhof.
Ihre Tochter war in den 1930er Jahren als Sängerin an der Dresdner Staatsoper engagiert. Auch Triangis Neffe Victor Oliver von Samek, war Künstler. Der unter dem Namen Vic Oliver tätige,  BBC Radio Comedian und Schauspieler der 1930er und 40er Jahre, war mit Winston Churchills Tochter Sarah Millicent Hermione Churchill von 1936 bis 1945 verheiratet. Familienmitglieder der Familie Samek leben in Wien.